# Marco Diviach
Marco Diviach (Trieste, 26 marzo 1988) è un ex cestista italiano.

## Carriera
Cresciuto nelle giovanili della Pallacanestro Trieste, a 16 anni vince con la squadra giuliana il campionato di B-2 (ora Serie B Dilettanti). L'anno dopo viene acquistato dalla Fortitudo Bologna dove si allenerà con la prima squadra e parteciperà alle finali della Nazionale Under-20. Nella stagione 2007-08, ell'età di 19 anni, fa il suo esordio in Serie A Dilettanti nel Gira Ozzano, dove rimarrà per tre stagioni, conquistando minuti in campo, esperienza e dimostrando di possedere notevoli capacità tecniche.
Dopo la positiva esperienza ad Ozzano, nell'estate 2010 arriva la chiamata dalla massima serie: la Pallacanestro Cantù lo mette sotto contratto per i tre anni successivi.
Il 10 agosto 2012 passa ufficialmente alla Conad Bologna.